# Facultatea de Matematică și Informatică a Universității din București
Facultatea de Matematică și Informatică este o facultate a Universității din București. 

## Istoric
În 1864, când s-a înființat Universitatea din București, una dintre cele trei facultăți ale ei era Facultatea de Științe fizice, matematice și naturale (ulterior devenită Facultatea de Științe), care din 1866 s-a scindat într-o secție de științe fizico-matematice și alta de științe fizico-naturale. Disciplinele matematice care figurau în programa facultății erau: Introducțiune în calcul, Algebră superioară și Calculul diferențial și integral, Mecanică elementară și rațională, Geometria descriptivă, Geometria analitică, Geodezia teoretică și Astronomia, Desenul linear și topografie. Unul dintre primii profesori ai facultății, Alexandru Orăscu, se ocupa în egală măsură de matematică și de arhitectură, el fiind și creatorul Palatului Universității.
Situată în centrul Bucureștiului, în aceeași clădire cu Facultatea de Litere, Istorie, Geologie, Geografie, Administrație Publică și Afaceri și Chimie, la un pas de Institutul de Arhitectură și de Teatrul Național, facultatea rămâne cea mai bună dintre cele de matematică din țară.
Mari personalități care au predat aici: Spiru Haret, Dimitrie Pompeiu, Traian Lalescu, Gheorghe Țițeica, David Emanuel, Simion Stoilow, Victor Vâlcovici, Dan Barbilian (Ion Barbu), Alexandru Ghika, Miron Nicolescu, Gheorghe Vrânceanu, Caius Iacob, Nicolae Teodorescu, Octav Onicescu, Grigore C. Moisil, Gheorghe Mihoc.

## Studii
Domenii de licență: Matematică, Informatică, Calculatoare și Tehnologia Informației.
Specializări: Matematică (ZI), Informatică (ZI, ID), Calculatoare și Tehnologia Informației.
Număr cadre didactice: 123
Număr de studenți: 1815 
Posibilități de încadrare:
- Specialiști în domeniul bancar
- Asiguratori
- Analiști financiari
- Specialiști în domeniul managementului dezvoltării software
- Cercetători
- Statisticieni
- Specialiști în domeniul marketing-ului și în cercetarea de piață
- Programatori și web designeri